# Roda dos Milhões
Roda dos Milhões foi um concurso de televisão exibido pela SIC entre 1998 e 2001. Era exibido no horário nobre das segundas-feiras. Apresentado inicialmente por Jorge Gabriel e Mila Ferreira, depois  só por Jorge Gabriel, e em 2001 apresentado por Fátima Lopes. Posteriormente o programa passou a ser transmitido pela RTP1 e apresentado por Nuno Graciano. O programa contava com jogos, passatempos e também música ao vivo, e teve tanto sucesso que levou à criação de uma revista. O programa terminou a 6 de Junho de 2001.
No programa eram anunciados os resultados dos jogos da Santa Casa como a Lotaria e o Loto 2. Os espectadores em estúdio podiam ganhar dinheiro ao rodar a roda, jogo principal do programa. Outro jogo do programa era a Marca da Sorte o jogo do programa onde se ganhava sempre um automóvel.

## Formato
O programa contava com jogos, passatempos e também música ao vivo. No programa eram anunciados os resultados dos jogos da Santa Casa como a Lotaria e o Loto 2. Os espectadores em estúdio podiam ganhar dinheiro ao rodar a roda, jogo principal do programa. Outro jogo do programa era a Marca da Sorte o jogo do programa onde se ganhava sempre um automóvel. Foi através deste jogo que surgiu a revista da "Roda dos Milhões".
Passatempos para casa também não faltavam. Centenas de convidados musicais (nacionais e internacionais) passaram pelo estúdio do programa. Em 1998 foi criada a raspadinha "Roda dos Milhões" onde se podia ganhar 20.000 contos.

## Apresentadores
A Roda dos Milhões começou por ser apresentada por Mila Ferreira e Jorge Gabriel, mas passadas algumas emissões do programa Mila Ferreira deixa o programa e Jorge Gabriel passa a apresentar sozinho este programa, aliás foi Jorge Gabriel o apresentador que mais ficou associado á Roda dos Milhões. Fátima Lopes entrou no programa nas suas ultimas emissões para substituir Jorge Gabriel que passou para outros programas da SIC.
| Ano         | Apresentador  | |
| 1998        | Mila Ferreira | Apresentou com Jorge Gabriel, mas passado pouco tempo, Mila Ferreira deixa o programa.                                                                                                  |
| 1998 a 2001 | Jorge Gabriel | Primeiro apresentou com Mila Ferreira, e pouco tempo depois sozinho. Jorge Gabriel foi o apresentador que mais ficou associado á Roda dos Milhões. Esteve no programa quase até ao fim. |
| 2001        | Fátima Lopes  | Substituiu Jorge Gabriel nos últimos meses de exibição do programa. |

## A Revista "Roda dos Milhões"
O título resultava de uma parceria com a SIC e, como o nome indica, era alusivo ao programa "Roda dos Milhões", onde, em vez de milhões, todas as semanas eram sorteados automóveis. Na capa da revista figurava um número que permitia ao comprador ir ao concurso e rodar a “Marca da Sorte”, um novo jogo do programa onde se ganhava sempre um automóvel. O primeiro número foi distribuído gratuitamente nas bancas e contou com uma tiragem de dois milhões de exemplares. A tiragem não se manteve nos números seguintes. A revista também contava com entrevistas e reportagens sobre o programa, a SIC e a Santa Casa. O título tinha 20 páginas, das quais cerca de quatro eram de publicidade (no primeiro número, o único anunciante foi a Portugal Telecom), e não tinha redacção fixa. Os textos eram da responsabilidade dos jornalistas da “TV Mais”.
A “Roda dos Milhões”, que servia de suporte ao programa da SIC com o mesmo nome, era, no segmento específico das revistas de televisão, culinária e lavores, a publicação mais lida e com maior circulação total do mercado. Este facto era revelado pelos números apresentados pela Marktest e pela APCT (Associação Portuguesa de Controlo de Tiragem) e trabalhados pela Carat.
Apesar deste sucesso notório, a revista da Abril/Controljornal vinha a descer quer no ranking das audiências médias quer no total da circulação. Em relação á evolução das audiências, e tendo em conta os dados do estudo Marksel da Marktest, para o qual foram tidos em conta leitores com mais de 15 anos, a “Roda dos Milhões” registava, desde o seu lançamento na terceira vaga de 1999, uma descida acentuada. Dos cerca de 790 mil leitores que afirmavam ler a revista na terceira vaga do ano passado, apenas pouco mais de 609 mil liam actualmente a “Roda dos Milhões”.
Descida semelhante teria-se verificado nos valores referentes á circulação total (vendas + assinaturas + ofertas). Em Agosto de 1999, mês em que foi lançada, a revista registava uma circulação de 1.998.050 exemplares. Em Março de 2000, a circulação foi um pouco superior a 474 mil exemplares, consequência da descida verificada ao longo dos meses, com excepção para Dezembro de 1999 e Fevereiro de 2000. Nestes meses, a “Roda dos Milhões” contrariou a tendência de descida e alcançou valores extremamente positivos.

## O Fim da "Roda dos Milhões"
Tudo começou a 21 de Fevereiro, com um telefonema do director de informação da SIC para a Santa Casa, a dar conta da impossibilidade de a estação manter a transmissão da “Roda dos Milhões” á segunda-feira. Na semana seguinte, enquanto as diversas partes envolvidas aguardavam o desenvolvimento dos acontecimentos, as coisas complicaram-se. No dia 26, embora o Loto 2 e a Lotaria tenham sido transmitidos em prime-time, a “Roda dos Milhões” só foi para ao ar após a emissão das “Noites Marcianas”, a altas horas da madrugada.
Apesar de a SIC ter apresentado algumas sugestões sobre o novo formato da transmissão dos jogos da Santa Casa, nenhuma delas foi aceite, até pela rigorosa logística exigida, uma vez que «os jogos da Lotaria e do Loto 2 têm, forçosamente, de ser transmitidos na segunda-feira até á meia-noite. Após essa hora, uma vez que passa a ser terça-feira, a sua transmissão vai contra o que ficou estipulado no acordo que temos com o Estado, cujas regras foram publicadas em Diário da República, aquando da concessão destes concursos», explica a porta-voz da Santa Casa, Luísa Rangel. A mesma fonte acrescentou que a decisão da SIC foi recebida com alguma surpresa, «uma vez que até havia, da parte deles [SIC], algumas sugestões com vista á melhoria do formato». O sucesso da “Roda dos Milhões”, em tempos uma das “jóias da coroa” da programação do canal de Carnaxide chegava ao fim na SIC e passava para a RTP1 em formato diário.

## A "Roda dos Milhões" na RTP1
Depois da "Roda dos Milhões" ter terminado na SIC, passou a ser exibida em formato diário na RTP1 de segunda a sexta feira às 19h da tarde. O programa estreou a 6 de março de 2001 e era apresentado por Nuno Graciano. O programa proporcionava 5 minutos de grande emoção, com o girar da roda que podia dar milhões de contos. Eram 10 os potenciais felizardos que todos os dias podiam tornar sonhos em realidade. O formato diário da "Roda dos Milhões" na RTP1 terminou a 6 de Junho do mesmo ano.